# Пози, Арнольд
Арнольд Пози (Исроэл-Арье Позиков; 21 марта 1894, Чигриновка Могилёвской губернии — 29 ноября 1986, Лос-Анджелес) — американский писатель и драматург на идише.

## Биография
Родился в семье раввина Мордхе (Мордуха Берковича) Позикова и Мириам Лазаревой. Его отец со временем отказался от должности раввина, занявшись торговлей зерном. До 13 лет жил в Чигриновке, постигая религиозное образование при помощи нанятого меламеда. Учился в иешиве в Могилёве, затем в техническом училище, сдал экстерном экзамены за реальное училище. С 1914 года — в Великобритании. В Лондоне начал свою литературную деятельность. В 1915 году им была написана его первая книга «The War and the Jewish Question». С 1916 года занимал пост помощника редактора «Идише экспресс».
С 1920 года — в США. Был учителем в еврейской школе имени Шолом-Алейхема в Чикаго. Затем переехал в Нью-Йорк, где приобрел собственную типографию. В 1949—1950 годах редактировал еврейский ежемесячник на английском языке.
Сотрудничал в различных еврейских периодических изданиях на идише и английском языке: «Aufbraus» (1928—1930; Чикаго), «Milwaukee Jewish Life» (1931—1932), «Идише шрифтн» (1940—1943;  Нью-Йорк), «American Jewish Life» (1949—1950), «American Jewish Home» (1951—1965), «Хежбн» (с 1966).

## Произведения
- «Шалит ун Тамаре» («Шалит и Тамара») (1929)
- «Дер биншток» («Улей», 1927)
- «Дер ойфштанд фун ди киндер» («Восстание детей», 1930)
- «Иеш» («Отчаянье», 1931)
- «Трукене бейнер» («Сухие кости», 1932)
- «Гакнкрейц» («Свастика», 1935)
- «Nazi Bible of Hate and the Present War» (1939).
- «The Crooked Cross» (1939).
- «Israeli tales and legends» (1948)
- «Holiday Night Dreams» (1953).
- «Chains of Messiah» (1962).
- «Mystic trends in Judaism» (1966)
- «H.Leivick, The Poet of Martyrdom and Holiness» (1968).
- «Banginen» (1981).